# Усамі Тошіо
Усамі Тошіо (22 лютого 1908 — 1 червня 1991) — японський хокеїст на траві.
Срібний призер Олімпійських Ігор 1932 року.